# Kenneth Bowersox
Kenneth « Ken » Duane Bowersox dit Sox est un astronaute américain né le 14 novembre 1956.

## Biographie

### Administration NASA
En juillet 2019, Bowersox devient Administrateur associé par intérim pour la direction des opérations humaines habitées , remplaçant William Gerstenmaier.

## Vols réalisés
- 25 juin 1992 : Columbia (STS-50)
- 2 décembre 1993 : Endeavour (STS-61)
- 20 octobre 1995 : Columbia (STS-73)
- 11 février 1997 : Discovery (STS-82)
- 24 novembre 2002 : Endeavour (STS-113)